# Erigonella
Erigonella este un gen de păianjeni din familia Linyphiidae.
Cladograma conform Catalogue of Life: